# Tsaft
Tsaft (in berbero: ⵜⵙⴰⴼⵜ,in arabo تسافت‎?) è una città del Marocco, nella provincia di Driouch, nella Regione Orientale. Si trova nel Rif, e kassita è il centro del gruppo Tsaft.

| Coordinate Geografiche di Tsaft | Latitudine: 34.8897, Longitudine: -3.728 34° 53′ 23″ Nord, 3° 43′ 41″ Ovest |
| Altitudine di Tsaft             | 716 m (2,349 ft)                                                            |
| Clima di Tsaft                  | Clima Mediterraneo                                                          |